# تومين (وحدة)

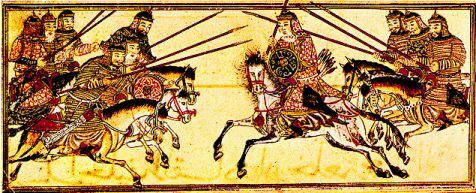

هناك مقالة أخرى عن قرية تومين في محافظة حماة.
التومين وهي وحدة عسكرية تتكون من عشرة آلاف جندي (بالتركية: tümen)‏، (بالمنغولية:Түмэн)، التومين هو جزء من النظام العشري الذي استخدمه شعوب الترك والمنغول لتنظيم جيوشهم.

## تنظيم جنكيز خان
التنظيم العسكري المغولي لجيش جنكيز خان بسيط ولكنه فعال، اعتمد على تقليد قديم للسهوب وهو النظام العشري حيث تتكون الفرق العسكرية من مجاميع وكل مجموعة تحتوي على عشرة رجال تسمى أربانِ، 100 ياغون، 1000 منغان، ثم 10000 تومين. كل قائد مجموعة يخضع للقائد الذي أعلى منه كماهو التنظيم المتبع بالتنظيمات العسكرية الحديثة. فالتومين اعتبر حجم عملي جدا فلا هو قليل العدد للحملة القوية ولاهو ضخم الحجم لتأمين النقل والإمدادات. فالإستراتيجية العسكرية اعتمدت على استخدام التومين كمجموعة متكاملة تسبب الصدمات القوية ثم الهجوم.

## الجيوش الحديثة
لايزال الجيش التركي يستخدم مصطلح التومين كوحدة عسكرية، من 6,000 إلى 10,000 جندي